# Гарбанья-Новарезе
Гарбанья-Новарезе, Ґарбанья-Новарезе (італ. Garbagna Novarese, п'єм. Garbagna) — муніципалітет в Італії, у регіоні П'ємонт,  провінція Новара.
Гарбанья-Новарезе розташована на відстані близько 500 км на північний захід від Рима, 85 км на північний схід від Турина, 7 км на південний схід від Новари.
Населення — 1408 осіб (2014).

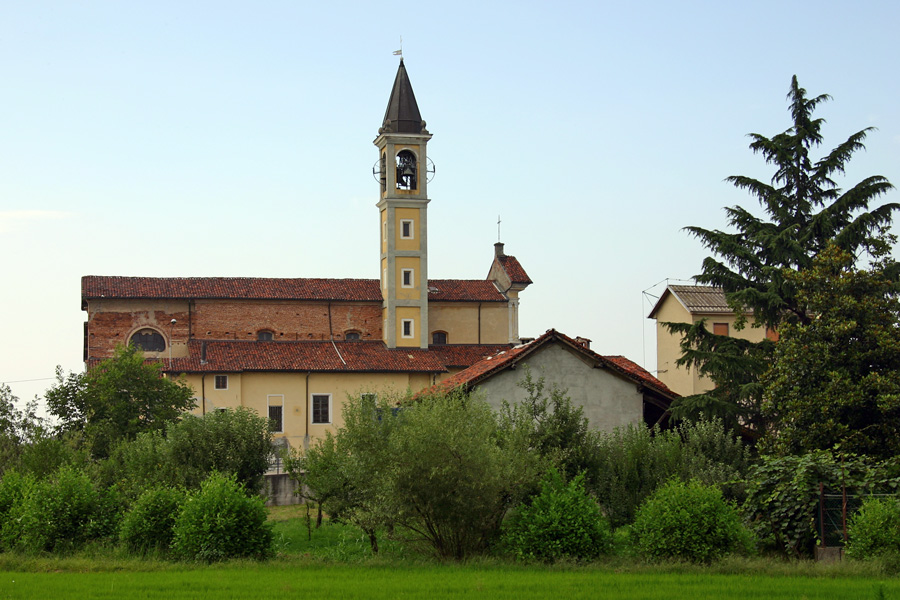

Щорічний фестиваль відбувається 8 травня. Покровитель — святий Михайло.

## Демографія
Населення за роками:

Станом на 1 січня 2023 року в муніципалітеті офіційно проживало 19 іноземців з 10 країн, серед них 5 громадян країн Євросоюзу та 3 громадяни України.

## Сусідні муніципалітети
- Ніббіола
- Новара
- Соццаго
- Тердобб'яте
- Трекате